# Liu Ying (Han)
Liu Ying ook wel Ruzi (5-25 na Chr.) was de laatste (zij het slechts nominale) heerser van de Westelijke Han-dynastie ( 207 v.Chr. - 9 na Chr. ). Hij werd na de dood van keizer Ping in 6 na Chr. als eenjarig kind door de feitelijke machthebber Wang Mang  geproclameerd tot keizerlijke troonopvolger (皇太子, huang taizi). Hij ontving de titel Ruzi (孺子, 'jonge prins'), maar werd  niet tot keizer benoemd. Feitelijk heerser bleef Wang Mang, die zich liet benoemen tot 'waarnemend keizer' (jia huangdi, 假皇帝), een tot dan toe niet gekende titel. Toen Wang Mang zich in 9 zelf installeerde als keizer van de nieuwe Xin-dynastie was de rol van Liu Ying uitgespeeld. Hij werd een 'gast' van de nieuwe dynastie en ontving de titel Hertog van Ding'an (定安公, Ding'an gong), maar werd daarna onder huisarrest geplaatst en groeide op in een bijna contactloos isolement. Dit leidde volgens het Boek van de Han tot een stoornis in zijn mentale ontwikkeling. Later kreeg hij een kleindochter van Wang Mang toegewezen als echtgenote. In het jaar 25, twee jaar na de val van Wang Mang, werd Liu Ying als pion in de daaropvolgende machtsstrijd gedood, vermoedelijk in opdracht van de Gengshi-keizer (更始帝, r. 23-25).

## Benoeming van Liu Ying tot keizerlijke troonopvolger

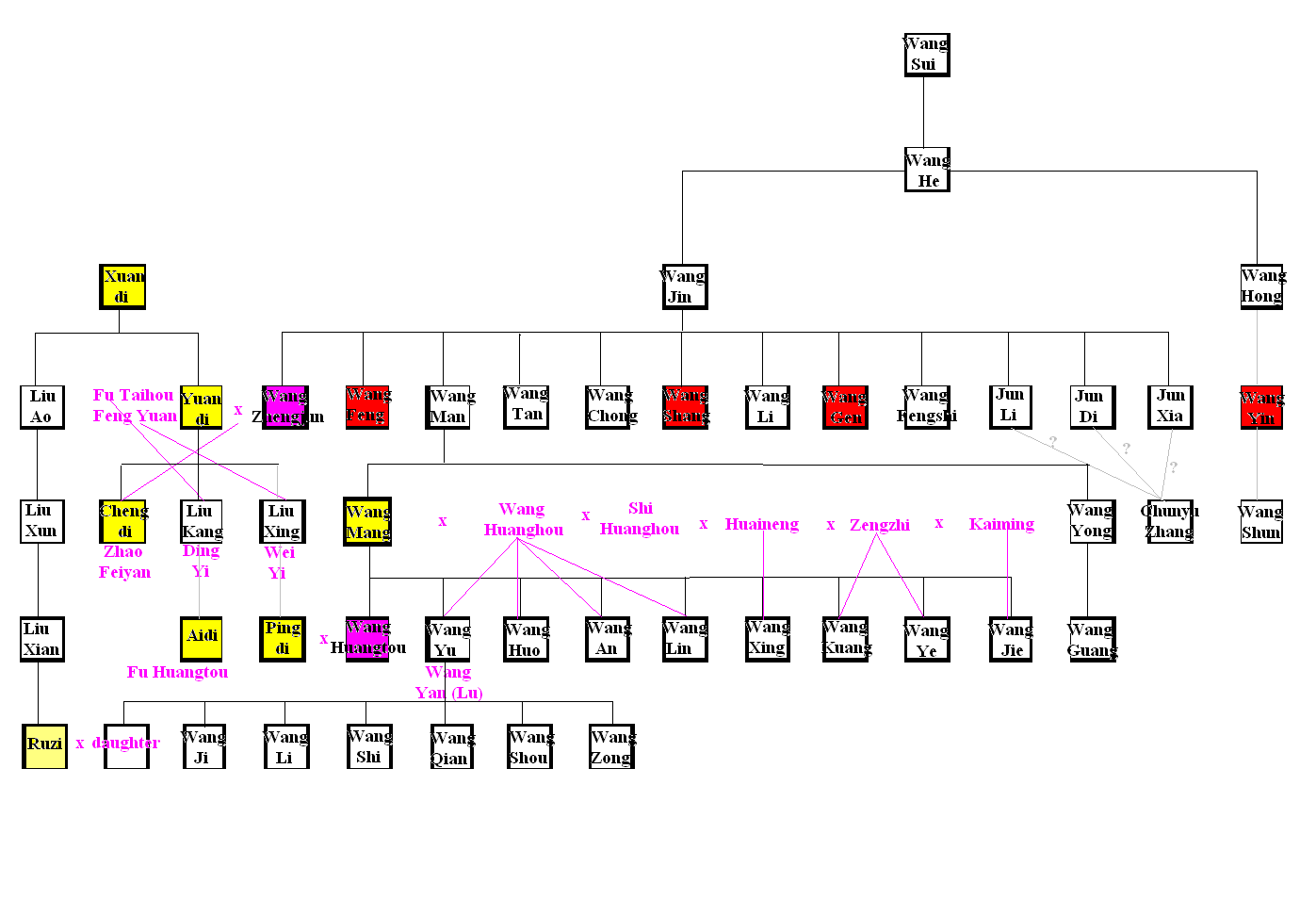
Stamboom van de familie Wang en hun verbindingen met de familie Liu (Han-dynastie). Keizers zijn geel weergegeven, keizerinnen en concubines paars en opperbevelhebbers (Da Sima) rood.

### Dood van keizer Ping
Op 3 februari 6 na Chr. overleed keizer Ping (r. 1 v.Chr - 6 na Chr.). Hij was toen veertien jaar oud. Tijdens zijn regering was de feitelijke politieke macht in handen van Wang Mang. Hij was opperbevelhebber (Da Sima, 大司馬) en schoonvader van de overleden keizer. Verder was zijn tante Wang Zhengjun (71 v.Chr. – 13 na Chr.) als moeder van keizer Cheng (r. 33 – 7 v.Chr.) de Verheven keizerin-weduwe (太皇太后, Taihuang Taihou). Zij was als voogdes van keizer Ping de houdster van het keizerlijke zegel, waardoor keizerlijke edicten (hoewel samengesteld in opdracht van Wang Mang) alleen in haar naam konden worden uitgevaardigd.
De dood van Pingdi plaatste Wang Mang voor een dilemma. Omdat noch Pingdi noch zijn voorganger zelf nakomelingen hadden gekregen en er ook geen directe nakomelingen van keizer Yuan (r.49 - 33 v.Chr.) meer leefden, moest er een opvolger worden gekozen uit de afstammelingen van keizer Xuan (r.74 - 49 v.Chr.), een generatie eerder dan die van keizer Yuan. De 53 nog levende achterkleinzonen van Xuandi waren allen volwassen. Als een van hen keizer werd, zou dit het einde van de machtspositie van Wang Mang betekenen. Geen van hen werd daarom aangewezen als opvolger, formeel omdat Pingdi als achterkleinzoon van Xuandi niet kon worden opgevolgd door iemand van dezelfde generatie. Dit was eigenlijk een gelegenheidsargument, omdat keizer Ping en zijn voorganger keizer Ai (r. 7 - 1 v.Chr.) wel generatiegenoten waren. 

### Keizerlijke troonopvolger
De keuze van Wang Mang viel uiteindelijk op de jongste van de 23 achter-achterkleinzonen van keizer Xuan, de eenjarige Liu Ying. Wang Mang werd door keizerin-weduwe Wang Zhengjun benoemd tot 'keizerlijk regent' (攝皇帝, she huangdi) met de tot dat moment niet gekende titel 'waarnemend keizer' (jia huangdi, 假皇帝). Ter ere van het regentschap werd met onmiddellijke ingang een nieuwe jaartitel, Jushe (居攝, het keizerlijk regentschap) afgekondigd. Pas daarna, op 17 april 6, werd Liu Ying benoemd tot 'keizerlijke troonopvolger' (皇太子, huang taizi). Hij ontving de titel Ruzi (孺子, 'jonge prins'), maar werd niet geïnstalleerd als keizer. Hierdoor verschilde de positie van Wang Mang ook in naam nauwelijks nog van een keizer. Zelfs zijn aanspreektitel was hetzelfde. Alleen tijdens officiële audiënties bij zijn tante (de Verheven keizerin-weduwe) en bij zijn eigen dochter Wang Huanghou, de toen 13-jarige weduwe van keizer Ping, mocht Wang Mang zich niet beroepen op keizerlijke voorrechten. Deze laatste beperkingen werden reeds op 1 juli 6 opgeheven. Verder kreeg Wang Mang het recht voortaan zelf edicten over bestuurs- of strafzaken uit te vaardigen.

### De Hertog van Zhou als voorbeeld
Door zijn keuze voor de titel Ruzi voor Liu Ying volgde Wang Mang het historisch voorbeeld van de tweede Zhou-koning Cheng, die die titel volgens het Boek der Documenten zou hebben gekregen van zijn oom, de Hertog van Zhou toen die regent was tijdens zijn minderjarigheid. Ook bij zijn benoeming tot she huangdi (攝皇帝, 'keizerlijk regent') volgde Wang Mang zijn voorbeeld. Hij zou zich bij zijn latere besluiten voortdurend beroepen op overgeleverde daden van de Hertog van Zhou. Die stond in de confucianistische historiografie in bijzonder hoog aanzien. Wang Mang hoopte door een strikte navolging ook zijn eigen oprechtheid als Confucianist aan te kunnen tonen.

## Liu Ying onder Wang Mang als keizerlijk regent (6-9 na Chr.)

### Verzet van achterkleinzonen van Han Xuandi
De groep van achterkleinzonen van keizer Xuan voelde zich door de keuze van Wang Mang voor een achter-achterkleinzoon van Xuandi gepasseerd. In mei/juni 6, twee maanden na de benoeming van Liu Ying brak een eerste opstand uit. De rebellie die werd geleid door achterkleinzoon Liu Chong (劉崇) werd vrijwel onmiddellijk neergeslagen en eindigde met de onthoofding van Liu Chong, zijn bejaarde moeder en zijn (nog zeer jonge) kinderen.
In oktober 7 brak een nieuwe opstand uit, nu onder leiding van Zhai Yi (翟義, gouverneur van Dong commanderie, in het huidige Henan, Hebei en Shandong ) en gesteund door zijn militaire commandant Liu Yu (劉宇) en door twee achterkleinzonen van Xuandi, Liu Huang (劉璜) en zijn broer Liu Xin (劉信, niet te verwarren met Liu Xin (劉歆), de archivaris en ideoloog van Wang Mang). Liu Xin werd door Zhai Yi benoemd tot tianzi (天子, 'Zoon van de Hemel') om de plaats van de door Wang Mang benoemde Liu Ying in te nemen. In een proclamatie was Zhai Yi de eerste die het bericht verspreidde dat Wang Mang keizer Ping had vergiftigd. Er diende namens de Hemel wraak te worden genomen tegen de moordenaar. Wang Mang vaardigde als reactie ook een proclamatie uit. Dit gebeurde in de stijl van 'De grote aankondiging'  (大誥, Dagao, vermeld in juan 35 van het Boek der Documenten). Daarbij legde de Hertog van Zhou een redevoering in de mond van de minderjarige Zhou-koning Cheng. Wang Mang schreef in zijn eigen proclamatie dat hij als keizerlijk regent, net als de Hertog van Zhou zou terugtreden op het moment dat Liu Ying meerderjarig zou worden. De opstand zelf werd begin 8 neergeslagen.

### Voorbereidingen door Wang Mang voor zijn proclamatie tot keizer

#### Belang van voortekenen onder de Han-dynastie
Onder de Han-dynastie was de gangbare vorm van het confucianisme zoals dat was gesystematiseerd door Dong Zhongshu (179-104 v.Chr.). Dit confucianisme was een synthese van de traditionele seculiere leer met magische aspecten van de leer van de vijf fasen en de filosofie van yin en yang. Zou Yan (鄒衍, 305  – 240 v.Chr.) had eerder de vijf fasen (elementen) in verband gebracht met de opeenvolging van dynastieën. Elke nieuwe dynastie was verbonden met een nieuw element. Omdat er een nauwe relatie werd verondersteld tussen daden van mensen en signalen uit de Hemel (in de vorm van onverklaarbare verschijnselen) kon de komst van een nieuwe dynastie worden aangekondigd door voortekenen. Die konden voorspellen dat het Hemels Mandaat van de zittende dynastie ten einde liep, maar ook aangeven aan wie de Hemel het mandaat ging overdragen. Tijdens de Han-dynastie werd binnen de toen geldige versie van de leer van de vijf fasen aangenomen dat elk nieuw element voortkwam uit het bestaande element. De Han-dynastie was verbonden met het element vuur (en de kleur rood), zodat een nieuwe dynastie verbonden zou zijn met het door vuur gevoede (ontstane) element aarde (en de kleur geel).

#### Voortekenen die hebben geleid tot de overdracht van het Hemels Mandaat
Van dit geloof in voortekenen is door Wang Mang veelvuldig gebruik gemaakt. In Fu ming (祔命), een document dat in de loop van 9 door hem werd verspreid, gaf hij voor de periode 6-9 een overzicht van twaalf voortekenen die duidelijk moesten maken dat de Hemel zelf het mandaat aan hem had overgedragen. Het eerste vermelde voorteken stamde uit februari 6, dus direct na de dood van keizer Ping. Tijdens het graven van een waterput in de commanderie van de Zuidelijke Hoofdstad werd een witte steen gevonden waarop in rood was geschreven dat Wang Mang keizer moest worden. Dit voorteken werd door de Verheven keizerin-weduwe onmiddellijk afgedaan als een vervalsing.
De laatste in Fu ming vermelde voortekenen zijn door Ban Gu uitvoerig beschreven in juan 99 van zijn Hanshu:
- In augustus/september 8 had het hoofd van een district in Qi commanderie (in het huidige Shandong) een droom waarin de Hemel liet weten dat Wang Mang keizer moest worden. Als bewijs zou de Hemel zorgen voor een nieuwe waterbron. Die bron zou een dag later inderdaad gevonden zijn!
- In het jaar 8 werden twee stenen voorwerpen gevonden, een stenen os in Ba Commanderie in het huidige Sichuan en een grote steen in You Fufeng (右扶風) Commanderie in het huidige Shaanxi. De beide voorwerpen werden eind december 8 overgebracht naar het keizerlijk paleis in Chang’an. Plotseling brak daar een zandstorm uit. Nadat die was gaan liggen, lag er bij de stenen voorwerpen een stuk koper met een zijden lint waarop was geschreven dat de Hemel verlangde dat Wang Mang de nieuwe keizer zou worden.

In een uitvoerig memorandum aan de Verheven keizerin-weduwe van 6 januari 9 vroeg Wang Mang op basis van die laatstgenoemde voortekenen haar toestemming om uitsluitend de titel waarnemend keizer te mogen gebruiken en voortaan af te mogen zien van het gebruik van de titel regent. Toen hij haar instemming had gekregen, kondigde hij een nieuwe jaartitel af, Chushi (初始, nieuw begin). Tevens beloofde hij opnieuw dat hij het voorbeeld van de Hertog van Zhou zou volgen en zou terugtreden als Liu Ying meerderjarig zou worden. Mogelijk aarzelde hij nog om de laatste stap te zetten, omdat hij bij een proclamatie tot keizer verzet verwachtte van leden van de Liu-familie. Zo werd begin 9 nog een complot ontdekt onder leiding van Zhang Chong (張充) om Wang Mang te ontvoeren en een achterkleinzoon van keizer Xuan, Liu Yu (劉紆) te installeren als keizer. Na ontdekking werden de betrokkenen geëxecuteerd en Liu Yu in rang gedegradeerd.
Volgens Ban Gu (in juan 99 van Hanshu) bracht een zekere Ai Zhang (哀章, †23), student aan de Academie van Chang’an op 8 januari 9 een bronzen kistje met een verzegelde boodschap naar de vooroudertempel van Gao Zu, de eerste Han-keizer. De boodschap zou afkomstig zijn van de Hemel. Daarin werd Wang Mang de eigenlijke keizer genoemd en diende de Verheven keizerin-weduwe hier naar te handelen. Toen Wang Mang die boodschap vernam, besloot hij door te zetten en zich alsnog tot keizer te laten benoemen. In tegenstelling tot de eerdere voortekenen was dit voorteken immers afkomstig uit de vooroudertempel van de Han. Dat kon alleen betekenen dat nu ook de Han-dynastie zelf bereid was zich te onderwerpen aan de wil van de Hemel. Reeds op 10 januari proclameerde Wang Mang zich tot keizer. De formele wisseling van dynastie werd vastgesteld op 15 januari van het jaar 9.

## Liu Ying onder de Xin-dynastie

### Aftreden van Liu Ying
Wang Mang koos als naam voor zijn dynastie Xin ('nieuw'), een verwijzing naar het nieuwe tijdperk, maar ook naar de naam van zijn oorspronkelijk markiezaat Xindu (新都). De nieuwe jaartitel werd Shijianguo (始建國, 9-13, 'begin van de vestiging van het rijk). De ceremonie waarbij Liu Ying formeel aftrad vond op 15 januari 9 plaats in het keizerlijk paleis te Chang’an door het voorlezen van een proclamatie. Die stelde dat er na 210 jaar een einde was gekomen aan de regeerperiode van de Han en dat in overeenstemming met de wil van de Hemel het Hemels Mandaat overging naar Wang Mang. Liu Ying raakte zijn titel Ruzi kwijt en werd als Hertog van Ding'an (定安公, Ding'an gong, 'de hertog die vrede brengt') benoemd tot permanente gast van de nieuwe dynastie. Hem werd een leengoed beloofd van 100 bij 100 li, zoals dat traditioneel bij de rang van hertog hoorde. Als inkomen zou hij de belastingopbrengst van 10.000 families ontvangen. Verder zou op zijn leengoed een vooroudertempel worden gebouwd, waar Liu Ying de vereiste offers aan zijn Han-voorouders kon blijven brengen. Wang Mang wilde hiermee benadrukken dat het hier ging om een natuurlijke, door de Hemel bepaalde dynastieke opeenvolging en niet om een machtsovername. Als laatste handeling van de overdrachtsceremonie beschrijft Ban Gu dat Wang Mang de handen van het vierjarige kind vastpakte en zei te betreuren dat hij niet ten gunste van hem kon terugtreden zoals de Hertog van Zhou dat in het verleden had gedaan. Hij moest echter voldoen aan de wens van de Hemel. Volgens Ban Gu maakte deze handeling een grote indruk op de aanwezigen.

### Zijn tragisch lot onder de Xin-dynastie
Ondanks de belofte van een eigen leengoed werd Liu Ying na de dynastieke wissel onder huisarrest geplaatst in de voormalige ambtswoning van de 'toezichthouder op de staatsbezoeken' (大鴻臚, Da Honglu) in Chang’an. Hij kwam terecht in een bijna contactloos isolement. Zelfs zijn verzorgster kreeg geen toestemming met de jongen te praten. Dit leidde volgens Ban Gu tot een ernstige stoornis in zijn mentale ontwikkeling. Zo was hij als volwassene niet in staat de zes gedomesticeerde dieren juist te benoemen. Op een verder onbekend tijdstip kreeg hij een kleindochter van Wang Mang toegewezen als echtgenote. Haar naam is niet overgeleverd. Zij was een dochter van Wang Yu, de oudste zoon van Wang Mang die in 3 na Chr. tot zelfmoord was gedwongen na zich tegen zijn vader te hebben verzet. Ook zijn echtgenote, Lü Yan, werd ter dood gebracht, zij het pas nadat zij was bevallen van een kind. Dat was mogelijk een dochter en kan dan de echtgenote van Liu Ying zijn geweest.
Tijdens de opstand die uiteindelijk in 23 leidde tot de installatie van Liu Xuan (劉玄) als de Gengshi-keizer (更始帝, r. 23-25) en de dood van Wang Mang, verbleef Liu Ying nog steeds in Chang’an. Net als Wang Mang kreeg ook de Gengshi-keizer te maken met opstandelingen, waaronder een groep onder leiding van Fang Wang (方望) en Gong Lin (弓林). Zij ontvoerden Liu Ying naar Anding en riepen hem begin 25 uit tot keizer in Linjing (臨涇, het huidige district Zhenyuan (鎮原) in de prefectuur Qingyang in Gansu). Fang Wang benoemde zichzelf tot kanselier en Gong Ling verklaarde zich tot opperbevelhebber. Zij werden verslagen door Li Song (李松, †25), de kanselier van de Gengshi-keizer. Wat er daarna met Liu Ying gebeurde is niet geheel duidelijk, maar volgens juan 1A van het Boek van de Late Han (uit de 6e eeuw) kreeg Li Song opdracht hem te onthoofden (斬, zhǎn).

## Historiografische bronnen
Liu Ying is nooit tot keizer geproclameerd en heeft daarom geen eigen  benji in het Boek van de Han gekregen. De belangrijkste Chinese historiografische bronnen voor de biografie van Liu Ying zijn:
- Boek van de Han: 
  - juan 80 (de zonen van keizer Xuan en keizer Yuan)
  - juan 99 (biografie van Wang Mang).
- Boek van de Late Han: 
  - juan 1A (annalen van keizer Guangwu)
  - juan 11 (biografie van onder andere de Gengshi-keizer)

## Geraadpleegde literatuur
- 'Liu Ying' in: Loewe, Michael, A Biographical Dictionary of the Qin, Former Han and Xin Periods (221 BC - AD 24), Leiden (Brill) 2000, ISBN 90-04-10364-3, pp. 396-97.
- 'Liu Ying' in: Rafe De Crespigny, Richard Champion, A Biographical Dictionary of Later Han to the Three Kingdoms (23-220 AD), Leiden (Brill) 2007, ISBN 978-90-04-15605-0, p. 578.
- Thomsen, Rudi, Ambition and Confucianism. A Biography of Wang Mang, Aarhus (Aarhus University Press) 1988, ISBN 87-7288-155-0, pp. 81-105.